# Fases de Venus

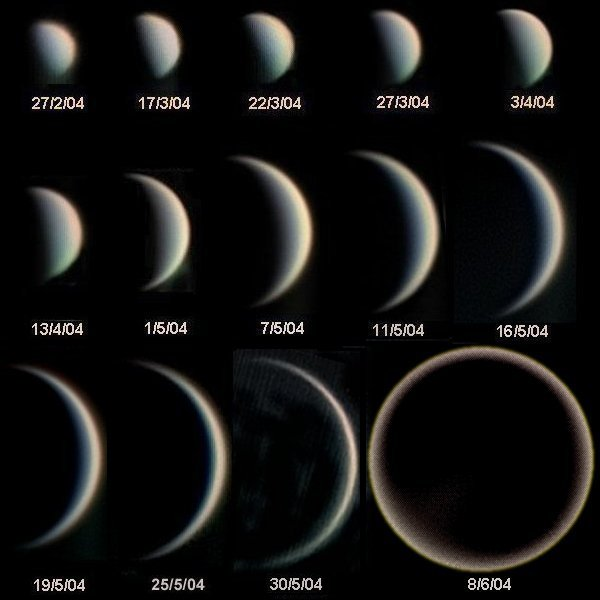
Las fases de Venus y la evolución de su diámetro angular

Las fases de Venus son las variaciones de iluminación observadas en la superficie del planeta, similares a las fases lunares. Se cree que las primeras observaciones registradas fueron observaciones telescópicas realizadas por Galileo Galilei en 1610. Aunque la fase creciente extrema de Venus se ha observado desde entonces a simple vista, no existen registros históricos pretelescópicos indiscutibles de su descripción o conocimiento.

## Observación
La órbita de Venus es de 224,7 días terrestres (7,4 meses terrestres promedio, de [30,4 días] de duración). Las fases de Venus resultan de la órbita del planeta alrededor del Sol descrita en el interior de la órbita de la Tierra, dando al observador telescópico una secuencia de iluminación progresiva similar en apariencia a las fases lunares. Presenta una imagen "completa" cuando está en el lado opuesto del Sol. Es una fase "gibosa" cuando se aproxima o se aleja del lado opuesto del Sol. Muestra un "cuarto de fase" cuando está en su máxima elongación respecto al Sol. Venus presenta una "media luna delgada" en las vistas telescópicas a medida que gira hacia el lado cercano entre la Tierra y el Sol, y presenta su "fase nueva" cuando está entre la Tierra y el Sol. Dado que el planeta tiene atmósfera, se puede ver en estado de "fase nueva" con un telescopio gracias al halo de luz que se refracta a su alrededor. El ciclo completo, de "nueva" a "llena" y otra vez a "nueva", dura 584 días (el tiempo que tarda Venus en adelantar a la Tierra en su órbita). Venus (al igual que la Luna) tiene cuatro fases primarias de 146 días cada una.
El planeta también cambia su tamaño aparente desde 9,9 segundos de arco en su estado "completo" (conjunción) hasta un máximo de 68 segundos de arco en su estado de fase "nueva" (conjunción). Venus alcanza su máxima magnitud, de aproximadamente -4,5, cuando presenta una forma de media luna intermedia en el punto de su órbita, a 68 millones de km de la Tierra, momento en el que la parte iluminada de su disco alcanza su mayor área angular vista desde la Tierra (una combinación de su proximidad y el hecho de que está iluminado al 28%).
A diferencia de otros planetas, su magnitud aparente alrededor de la conjunción no disminuye de forma constante, sino que experimenta picos antes de atenuarse aún más. Esto se debe a que las gotitas de ácido sulfúrico presentes en la atmósfera de Venus reflejan más luz en un ángulo y, por lo tanto, en fases determinadas, un efecto similar al del fenómeno atmosférico denominado gloria en la Tierra.

## Historia
Las primeras observaciones de las fases planetarias completas de Venus fueron realizadas por Galileo Galilei a finales de 1610 (aunque no se publicaron hasta 1613 en las «Cartas sobre manchas solares»). Utilizando un telescopio, Galileo pudo observar el planeta Venus atravesando un conjunto completo de fases, un fenómeno imposible según la teoría geocéntrica, que asumía que Venus era un cuerpo celeste perfecto. En el sistema ptolemaico, el Sol y Venus orbitan alrededor de la Tierra, con Venus orbitando alrededor de un punto en el eje Tierra-Sol, por lo que Venus nunca está en el lado opuesto del Sol. Nunca se podría esperar una alineación Sol-Tierra-Venus o Venus-Sol-Tierra, por lo que nunca se podría observar una silueta de Venus completa. Las observaciones de Galileo de las fases de Venus prácticamente descartaron el sistema ptolemaico y solo eran compatibles con el sistema copernicano y el sistema ticónico, así como con otros modelos como el de Capellan y el modelo de Capellan extendido de Riccioli.
Existe cierta controversia sobre la afirmación de Galileo de haber sido el primero en observar las fases de Venus: en diciembre de 1610, recibió una carta de su colega científico Benedetto Castelli, quien le preguntaba si las fases de Venus eran observables a través del nuevo telescopio de Galileo. Días después, Galileo escribió una carta a Johannes Kepler diciendo que había observado las fases de Venus, pero que se atribuía todo el mérito. No está claro, a falta de copias de correspondencia anterior, si Castelli se lo contaba a Galileo por primera vez o respondía a algo de lo que Galileo ya le había hablado.
Curiosamente, la carta de Galileo a Kepler estaba cifrada para que Kepler no pudiera adelantarse a Galileo antes de que este realizara observaciones más exhaustivas. Galileo tomó una frase que afirmaba que Venus pasaba por fases:
Cynthiae figuras aemulatur mater amorum (La madre del amor imita la forma de Cynthia)
Y revolvió las letras en un extraño anagrama:
Haec immatura a me iam frustra leguntur o.y. (Estas son ahora demasiado jóvenes para que yo las lea).
Cynthia era un epíteto popular para la Luna, siendo la madre del amor, por supuesto, Venus. Envió el anagrama a Kepler y, unos meses después, la versión decodificada. De esta forma, tenía pruebas de haber realizado la observación, sin que Kepler pudiera publicarla antes. Esta técnica de ocultar mensajes codificados en cartas no era infrecuente en aquella época.

## Observaciones a simple vista
La fase creciente extrema de Venus puede verse sin un telescopio por personas con una vista excepcionalmente aguda, en el límite de la percepción humana. La resolución óptica a simple vista es capaz de apreciar aproximadamente 1 minuto de arco (60 segundos). El disco aparente de la fase creciente extrema de Venus mide entre 60,2 y 66 segundos de arco, dependiendo de la distancia a la Tierra.
Los sacerdotes astrónomos mesopotámicos describieron a Inanna (Venus) en un texto cuneiforme como "poseedora de cuernos", lo que se ha interpretado como una indicación de la observación de una medialuna. Sin embargo, otras deidades mesopotámicas eran representadas con cuernos, por lo que la alusión podría haber significado simplemente un símbolo de divinidad.